# Bernard Pyne Grenfell
Bernard Pyne Grenfell (Birmingham, 16 dicembre 1869 – 18 maggio 1926) è stato un egittologo e papirologo inglese, membro del The Queen's College di Oxford.

## Biografia
Con l'amico e collega Arthur Surridge Hunt prese parte agli scavi archeologici di Ossirinco, scoprendo numerosi antichi manoscritti noti come papiri di Ossirinco, tra i quali le più antiche copie conosciute del Nuovo Testamento e del Septuaginta. A lui si devono molti altri ritrovamenti, tra cui opere di autori classici ancora sconosciute in quel periodo, e migliaia di testi documentari (manoscritti antichi di ambito privato e amministrativo, prodotti tra il II secolo a.C. e il IX secolo d.C.). Rinvenne anche materiale parabiblico, come alcune copie dei "Logia di Gesù".
Inoltre rinvenne con Hunt una collezione di circa 1000 papiri risalenti al III secolo, il cosiddetto Archivio Heroninos.
Nel 1908 divenne professore di papirologia ad Oxford.

## Opere
- (EN) Bernard P. Grenfell e Arthur S. Hunt, Sayings of Our Lord from Early Greek Papyrus, Egypt Exploration Fund, 1897. URL consultato il 30 dicembre 2014.
- (EN) Bernard P. Grenfell, Arthur S. Hunt e David George Hogarth, Fayûm Towns and Their Papyri, Londra, 1900. URL consultato il 30 dicembre 2014.